# Hans Dekkers (Radsportler, 1981)

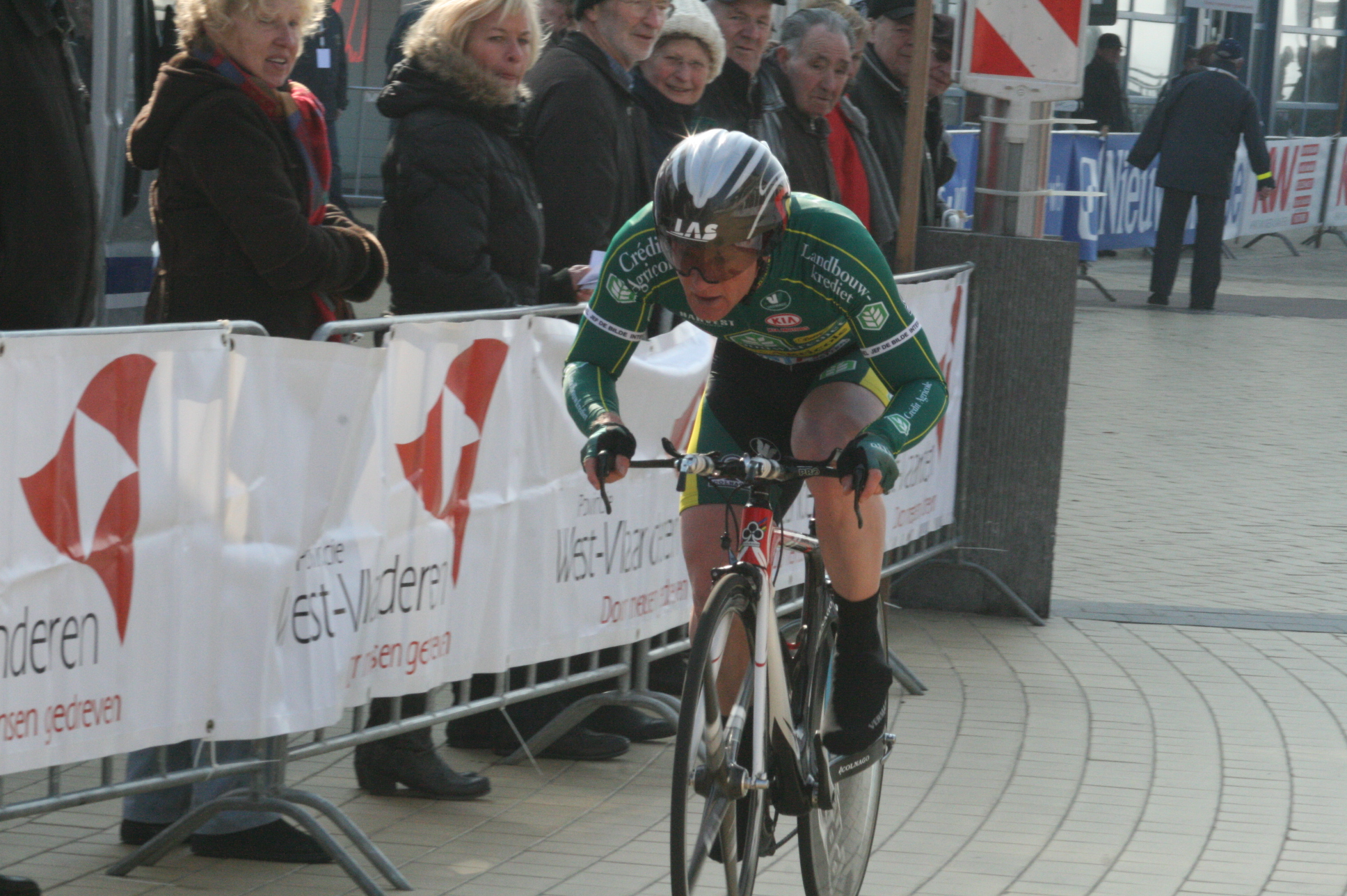
Hans Dekkers bei den Driedaagse van West-Vlaanderen 2011

Hans Dekkers (* 7. August 1981 in Eindhoven) ist ein niederländischer Radrennfahrer.
Hans Dekkers begann seine internationale Karriere 2002 bei Rabobank TT3, dem Farmteam des Rabobank-Teams. ER gewann für diese Mannschaft 2002 und 2003 das U23-Eintagesrennen GP Waregem und insgesamt acht Abschnitte internationaler Etappenrennen. Nach einem erfolglosen Jahr beim Hauptteam wechselte er zurück zur Nachwuchsmannschaft und gewann dort das Memorial Philippe Van Coningsloo und acht Etappen internationaler Rennen. Für verschiedene Mannschaften gewann er 2006 eine Etappe der Tour de l’Avenir, 2007 eine Etappe der Drei Tage von Westflandern und 2008 den Nationale Sluitingsprijs, einem Rennen der UCI-Kategorie 1.1.

## Erfolge
| 2002 - eine Etappe Le Triptyque des Monts et Châteaux - GP Waregem (U23) - eine Etappe Tour de Bretagne Cycliste - eine Etappe Olympia’s Tour 2003 - zwei Etappen Tour de Normandie - drei Etappen Olympia’s Tour 2005 - drei Etappen Tour de Normandie - zwei Etappen Tour du Loir-et-Cher | - zwei Etappen Olympia’s Tour - Memorial Philippe Van Coningsloo - eine Etappe GP CTT Correios de Portugal 2006 - eine Etappe Tour de l’Avenir 2007 - eine Etappe Drei Tage von Westflandern 2008 - Nationale Sluitingsprijs 2009 - Mannschaftszeitfahren Tour of Qatar |

## Teams
- 2002–2003 Rabobank TT3
- 2004 Rabobank
- 2005 Rabobank Continental
- 2006–2007 Agritubel
- 2008 Mitsubishi-Jartazi
- 2009 Garmin-Slipstream
- 2010–2011 Landbouwkrediet